# Terminator
Pour les articles homonymes, voir Terminator (homonymie).
Ne doit pas être confondu avec Terminonatator.
Série Terminator
Terminator 2 : Le Jugement dernier
(1991)
Pour plus de détails, voir Fiche technique et Distribution.
Terminator (The Terminator) est un film de science-fiction américain réalisé par James Cameron et sorti en 1984. Il met en scène Arnold Schwarzenegger, Michael Biehn et Linda Hamilton dans les rôles principaux.
Traitant du voyage dans le temps et de la menace que pourraient faire naitre des robots créés par une superintelligence issue de la singularité technologique, Terminator est devenu l'un des classiques du cinéma d'action et d’anticipation des années 1980. Si son succès commercial ou critique est resté incertain jusqu'à sa sortie en salles, le film fut néanmoins en tête du box-office américain pendant deux semaines. Il a aidé à lancer la carrière cinématographique de Cameron et à consolider celle de Schwarzenegger, confortant son statut de vedette de films d'action acquis en 1982 avec Conan le Barbare.
Le succès du film a conduit à la création d'une franchise avec, notamment, une série de films, une série télévisée ainsi que plusieurs jeux vidéos.
En 2008, le film est sélectionné par le National Film Registry de la Bibliothèque du Congrès américain pour conservation, en raison de son intérêt « culturellement, historiquement ou esthétiquement important ».

## Synopsis
En 2029, dans un futur post-apocalyptique, une guerre oppose ce qui reste de l'humanité — décimée par un holocauste nucléaire — aux machines dirigées par Skynet, un système informatique contrôlé par une intelligence artificielle qui a pour objectif la suprématie des machines sur les hommes. La résistance humaine menée par John Connor étant sur le point de triompher en 2029, Skynet envoie dans le passé en 1984 un Terminator, un assassin cybernétique à l'apparence humaine afin de tuer la mère de John, Sarah Connor, et ainsi empêcher la naissance de John, « effaçant » de manière rétroactive son existence et ses actes futurs. En réaction, John envoie à la même époque Kyle Reese, un résistant humain afin de protéger sa mère.
Les deux antagonistes du futur, effectuant un voyage temporel depuis l'année 2029, arrivent peu après chacun de leur côté en 1984 dans la ville de Los Angeles. Arrivant entièrement nus (à cause de l'impossibilité d'avoir sur eux des objets durant le transfert temporel), les deux individus s'occupent tout d'abord de s’équiper en vêtements et en armes ; le robot Terminator agresse trois marginaux punks et dérobe les vêtements de l'un d'entre eux ; il se rend ensuite dans une armurerie où il tue le vendeur avant d'emporter avec lui plusieurs armes à feu, puis s'empare d'une voiture dans la rue. De son côté, Kyle Reese est poursuivi par la police dès son arrivée. Se cachant dans un magasin de vêtements, il s'y habille et s'y chausse puis sort du magasin malgré la police qui le traque. Il s'empare ensuite du fusil à pompe des policiers logé dans leur voiture de patrouille avant de s'enfuir, échappant à ses poursuivants.
Les deux individus se lancent ensuite à la recherche de Sarah Connor. À cette époque, la jeune femme travaille comme serveuse dans un restaurant de Los Angeles. Elle est cependant alertée lorsqu'une homonyme, une autre Sarah Connor, est assassinée à son domicile (par le Terminator). L'information étant relayée à la télévision, cela ne manque pas d'inquiéter Sarah.
Kyle Reese est le premier à retrouver Sarah, pouvant la reconnaître car il l'a vue sur une photo, donnée par John Connor, avant son départ dans le passé. L'ayant repérée, Reese la suit un soir en ville et entre après elle dans une boîte de nuit nommée Tech noir où la jeune femme s'est réfugiée, se sentant suivie (Sarah ayant repéré l'attitude bizarre de Reese dans la rue). Elle téléphone alors chez elle, laissant un message sur son répondeur pour sa colocataire Ginger, qui s'y trouve avec son petit ami Matt. Sarah appelle ensuite la police et, suivant les conseils du commissaire Traxler, attend leur arrivée. Reese, dissimulé parmi les clients de la boîte, reste sur ses gardes tout surveillant discrètement Sarah, se préparant à l'arrivée éventuelle du Terminator.
Celui-ci, après être passé au domicile de Sarah, où il a tué Ginger et Matt, puis entendu l'appel téléphonique enregistré de Sarah, arrive peu après à la boite de nuit et y entre sans ménagement, écrasant au passage la main du videur qui voulait l'empêcher d’entrer. Le Terminator met un certain temps à reconnaître Sarah, ayant pu voir son visage sur une photo chez elle, mais finit par l'apercevoir. Alors que le robot pointe un pistolet sur Sarah et s'apprête à la tuer, Reese dévoile son arme et immobilise le Terminator pendant quelques secondes grâce à un tir nourri de fusil à pompe. Cependant, celui-ci se relève et entame avec Reese un échange de coups de feu dans la boîte de nuit. Dans l’intervalle, la foule des consommateurs s'échappe de l'établissement ; Sarah tente elle-aussi de s'enfuir mais elle est bloquée par le cadavre d'une personne, tuée par le Terminator, qui s'abat sur elle. Alors que le Terminator s'approche d'elle, rechargeant son pistolet-mitrailleur Uzi pour en finir avec elle, Reese surgit derrière lui et lui tire dessus à plusieurs reprises au fusil à pompe, projetant le robot à travers la vitre de l'établissement. Pendant que le Terminator, sous les yeux effarés de Sarah, se relève lentement, Reese en profite pour s'enfuir avec la jeune femme, lui disant notamment la phrase « Viens avec moi si tu veux vivre » pour la faire réagir.
À l'issue d'une course-poursuite avec le Terminator, Kyle et Sarah parviennent à s'enfuir en voiture. Peu après, ils se mettent à l'abri dans un parking souterrain. Reese lui explique alors que, dans le futur d'où il vient, un système informatique doté d'une intelligence artificielle (« le réseau des ordinateurs de Défense ») fait la guerre à l'humanité pour l'éradiquer et assurer la suprématie des machines (« ... pour montrer leur science, une nouvelle forme d'intelligence qui ne pouvait tolérer l'existence d'une décision humaine. Et notre sort a été scellé en une microseconde : extermination ! »). Il lui explique aussi que le Terminator est une créature robotisée, un cyborg doté d'un « endosquelette de métal mû par des microprocesseurs » et recouvert d'une couche de tissu charnel humain, et qu'il est programmé pour la tuer. Après quelques instants d'incertitude, au cours desquels Sarah doute de la véracité des propos de Kyle et tente même de s'échapper, elle accepte finalement de le suivre quand Reese lui certifie que le Terminator est programmé pour l'éliminer, qu'il ne connaît pas la pitié ou les remords et qu'il ne s’arrêtera pas avant de l'avoir retrouvée. Reese lui apprend également que John Connor, le fils que Sarah doit bientôt mettre au monde, ralliera dans le futur les survivants de la guerre nucléaire et dirigera la résistance contre les machines.

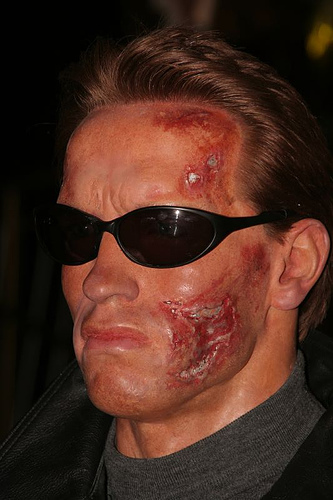
Statue de cire du visage du Terminator T-800.
Musée Madame Tussauds de Londres.

Peu après, Kyle et Sarah sont à nouveau pris en chasse par le Terminator, celui-ci les ayant retrouvés dans le parking souterrain grâce à un signalement radio de la police. Le robot, au volant d'une voiture de police volée, les aperçoit et leur tire dessus. La course poursuite reprend, émaillée d'échanges de coups de feu, et se termine quelque minutes plus tard avec les deux voitures accidentées sur une portion d'autoroute. La police arrive peu après sur les lieux et arrête Connor et Reese, tandis que le Terminator (blessé, mais qui a réussi à s'échapper) est introuvable. Au commissariat, le commissaire Traxler et le détective Vukovich prennent en charge Sarah et l'informent du meurtre de Ginger et de son petit ami Matt. Kyle est interrogé ; un psychologue, le docteur Silberman, écoute son histoire futuriste avec intérêt mais conclut qu'il est fou. Restant dormir au commissariat pour la nuit, Sarah est brutalement réveillée : le Terminator (qui a réparé ses blessures), ayant retrouvé la trace de Sarah, se présente au commissariat puis y revient peu après avoir été refoulé et l'attaque à la voiture-bélier, entrant de force dans le commissariat. Sortant ensuite ses armes, il parcours lentement les lieux en recherchant Sarah, assassinant froidement dans le même temps la trentaine de policiers qui s'y trouvent, malgré leur défense.
Sarah et Reese s'échappent à nouveau de justesse et, après avoir abandonné leur voiture, se réfugient sous un pont proche de la route pendant la nuit, avant de repartir le lendemain se cacher dans un motel. Là, Reese explique à Sarah les raisons qui l'ont poussé à se porter volontaire pour cette mission, notamment son attirance pour elle quand il l'a vue sur la photo donnée par John Connor ; les deux fugitifs font ensuite l'amour. Cependant, le Terminator retrouve rapidement leur trace, après que Sarah ait appelé sa mère au téléphone depuis le motel. Le Terminator (qui venait de la tuer chez elle peu avant) se fait passer au téléphone pour la mère de Sarah et obtient son numéro, puis l'adresse du motel. Mais, à son arrivée, les deux fugitifs sont alertés par l'aboiement du chien de l'hôtel ; Kyle et Sarah s'enfuient une nouvelle fois de justesse dans un pick-up volé, avant d'être poursuivis de nouveau par le Terminator au guidon de sa moto.
Lors de la course-poursuite, Reese essaye de semer le robot en lui lançant des bombes tuyaux qu'il a confectionnées à l'hôtel avec Sarah. Malheureusement, le Terminator parvient à lui tirer dessus, le blessant sérieusement. Sarah, qui a pris les commandes du pick-up, réussit à heurter le Terminator avec la voiture mais, ce faisant, en perd le contrôle, le véhicule se retournant sur la chaussée. Tombé de moto, le Terminator est alors percuté à grande vitesse par un camion-citerne qui arrivait derrière lui. Bien qu'endommagé à la jambe, le robot survit au choc et tue le conducteur du camion, puis prend le contrôle du véhicule. Il fonce ensuite sur la voiture des deux fuyards pour les écraser. Kyle, mal en point, s'extrait du pick-up aidé par Sarah et parvient peu après à faire exploser le camion-citerne avec une de ses bombes. Tandis que Kyle et Sarah croient avoir enfin vaincu la machine, le Terminator surgit des flammes du camion détruit, son corps carbonisé laissant place à son endosquelette mécanique, maintenant parfaitement visible.
S'enfuyant de nouveau, Kyle et Sarah trouvent refuge non loin de là, en forçant l'entrée d'une usine déserte pour la nuit. Cependant, le Terminator, bien que ralenti par les dommages qu'il a subis, finit par les rattraper. Reese n'a alors d'autre choix que d'affronter la machine mais, malgré sa vaillance, il finit par être frappé grièvement par le Terminator. Puisant dans ses dernières forces, il insère une bombe-tuyau dans la cage thoracique métallique du Terminator, qui explose, tuant Reese sur le coup et blessant Sarah à la cuisse. L'explosion emporte aussi les jambes du Terminator, une partie de son abdomen et un bras.
Tandis que Sarah est penchée, en pleurs, sur le cadavre de Kyle, le Terminator, bien que fortement endommagé se remet en mouvement et tente de l'agripper. Affaiblie par sa blessure, Sarah s'enfuit en rampant, poursuivie par la machine elle aussi mal en point. Sarah parvient alors à ramper à l'extrémité d'un tunnel formé par une presse hydraulique puis, après avoir refermé la grille de sécurité, fait démarrer la presse pendant que le Terminator essaye de l'agripper à travers la grille. La presse écrase alors ce qui reste du robot, le détruisant définitivement. Les autorités et les secours arrivent peu après ; le cadavre de Reese est emporté par des ambulanciers pendant que Sarah est évacuée sur une civière.
Quelques mois plus tard, Sarah, visiblement enceinte, roule au volant d'une Jeep sur une route désertique du Mexique. À l'aide d'un magnétophone et d'un micro, elle enregistre sur une cassette audio un message pour son fils John qui va bientôt naître afin de le préparer à son futur rôle de chef de la résistance humaine. Dans son enregistrement, Sarah se demande si elle doit lui révéler l'identité de son père, Kyle, craignant que son fils renonce à expédier Reese dans le passé s'il apprenait que celui-ci est son géniteur, ce qui remettrait en cause tous les événements passés et futurs. Arrivée à une station-service pour faire le plein d'essence, Sarah est abordée par un jeune garçon mexicain qui la prend en photo à l'improviste, essayant de lui vendre le cliché instantané : il s'agit de la photo que John Connor donnera à Reese dans le futur pour que celui-ci puisse reconnaitre Sarah. Le garçonnet la prévient ensuite qu'une « tempête arrive » (« Viene una tormenta ! »), ce à quoi elle répond, l'air triste, « Je sais... », avant de se diriger vers celle-ci au volant de sa voiture.

## Fiche technique
Sauf indication contraire, les informations mentionnées dans cette section peuvent être confirmées par la base de données cinématographiques IMDb,  présente dans la section « Liens externes ».
- Titre original : The Terminator
- Titre français : Terminator
- Réalisation : James Cameron
- Scénario : James Cameron et Gale Anne Hurd
- Dialogues additionnels : William Wisher
- Musique : Brad Fiedel
- Direction artistique : George Costello
- Costumes : Hilary Wright
- Modélisation du Terminator : Stan Winston (directeur de la seconde équipe/effets spéciaux)
- Photographie : Adam Greenberg
- Effets spéciaux : Roger George et Frank DeMarco (pour Fantasy II Film Effects)
- Son : Richard Lightstone
- Montage : Mark Goldblatt
- Production : Gale Anne Hurd, John Daly et Derek Gibson
- Sociétés de production : Hemdale Film Corporation, Pacific Western Productions, Euro Film Funding et Cinema 84
- Société de distribution : Orion Pictures (États-Unis), 20th Century Fox (France)
- Budget : 6 400 000 $
- Pays de production :  États-Unis
- Langue : anglais
- Format : Couleurs - 35 mm - 1,85:1 - Son stéréo
- Genre : science-fiction et action
- Durée : 107 minutes
- Dates de sortie :
  - États-Unis : 26 octobre 1984
  - Suisse romande : 27 février 1985
  - France : 24 avril 1985
- Classification : 
  -  Mention CNC : tous publics[h] (visa d'exploitation no 60181 délivré le 19 avril 1985)[1]

## Distribution
- Arnold Schwarzenegger (VF : Pascal Renwick) : le Terminator T-800 Modèle 001 (« Model 101 » en VO)
- Michael Biehn (VF : Patrick Poivey) : Kyle Reese
- Linda Hamilton (VF : Élisabeth Wiener) : Sarah Connor
- Paul Winfield (VF : Jean-Claude Michel) : le commissaire Ed Traxler
- Lance Henriksen (VF : Joël Martineau) : le sergent Hal Vukovich
- Rick Rossovich (VF : Patrick Préjean) : Matt Buchanan, le petit ami de Ginger
- Bess Motta (en) (VF : Maïk Darah) : Ginger Ventura
- Earl Boen (VF : Sady Rebbot) : le docteur Peter Silberman
- Dick Miller (VF : Edmond Bernard) : le vendeur de l'armurerie où se rend le Terminator
- Shawn Schepps (VF : Maïk Darah) : Nancy, la collègue de Sarah au restaurant
- Bruce M. Kerner (VF : Maurice Sarfati) : le sergent à l'entrée du commissariat
- Bill Paxton (VF : Alain Flick) : le chef des punks
- Brian Thompson (VF : Marc François) : le punk tué par le Terminator
- Brad Rearden : le punk auquel le Terminator prend les vêtements
- William Wisher : l'officier de police dans la voiture de patrouille, attaqué par le T-800
- Franco Columbu : le Terminator du futur infiltré dans la base humaine de Reese
- Loree Frazier : (VF : Maïk Darah) : une cliente

Sources : version française (VF) sur VoxoFilm et AlloDoublage.

## Production

### Développement
À Rome, au moment de la sortie du film Piranha 2 : Les Tueurs volants, le réalisateur James Cameron tombe malade et rêve d'un « torse métallique se traînant hors d'une explosion, tenant des couteaux de cuisine ». Quand il retourne à Pomona en Californie, il séjourne chez Randall Frakes — avec qui il a écrit et réalisé le court métrage Xenogenesis — où il écrit un brouillon de Terminator. Cameron précisa par la suite que ses inspirations pendant la rédaction du scénario étaient des films de science fiction des années 1950, des épisodes de la série Au-delà du réel ainsi que des films contemporains tels que Driver, Assaut et Mad Max 2 : Le Défi,,. En fait, Cameron avait déjà en lui cette idée depuis plusieurs années. En 1978, dans son court métrage Xenogenesis, il met en scène un héros mi-homme mi-machine qui possède un bras cybernétique.
Pour passer de ce premier brouillon de scénario au script proprement dit, James Cameron engage son ami Bill Wisher qui avait une approche similaire concernant la manière de raconter une histoire. Cameron donna à Bill Wisher les premières scènes impliquant le personnage de Sarah Connor, ainsi que les scènes à écrire pour la séquence au commissariat. Comme Wisher résidait assez loin de chez lui, les deux se communiquaient des idées de script en enregistrant des cassettes audio, qui compilaient ce qu'ils avaient écrit pendant leurs conversations téléphoniques. L'agent artistique de James Cameron détestait l'idée de Terminator et lui conseilla de travailler sur autre chose ; Cameron le renvoya peu après.
La première esquisse du script du film impliquait deux robots Terminators envoyés dans le passé. Le premier était similaire au Terminator du film, tandis que le second était un cyborg composé de métal liquide qui ne pouvait pas être détruit avec un armement conventionnel. James Cameron n'arrivait pas à trouver une bonne manière de représenter ce robot, déclarant qu'il « visualisait des choses dans sa tête qui ne pouvaient pas être faites avec la technologie existante »,,. Finalement, l'idée de deux cyborgs fut réduite à un seul robot. L'idée du Terminator en métal liquide sera reprise avec le personnage du T-1000 dans la suite de 1991, Terminator 2 : Le Jugement dernier.

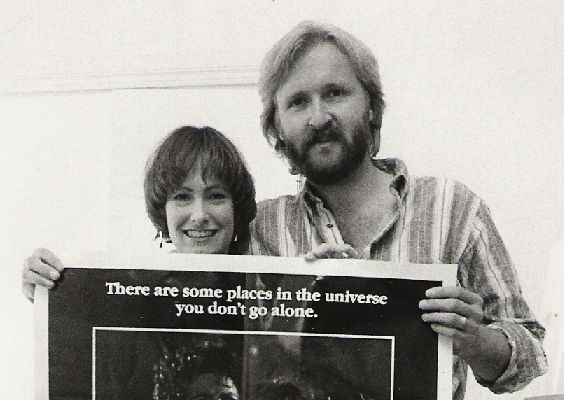
La productrice Gale Anne Hurd et le réalisateur James Cameron en 1986 lors de la promotion dAliens, le retour.

Gale Anne Hurd, qui avait travaillé chez New World Pictures en tant qu'assistante de Roger Corman, montra un intérêt pour le projet. James Cameron lui vendit les droits de Terminator pour un dollar symbolique, avec la promesse qu'elle pourrait le produire uniquement si James Cameron le réalisait. En tant que productrice, Gale Anne Hurd suggère des changements dans le script et obtient son nom dans les crédits du générique du film en tant que scénariste. Cameron déclara par la suite qu'elle « n'avait fait aucune écriture réelle ».
James Cameron et Gale Ann Hurd ont à l'époque des amis communs ayant travaillé précédemment avec Roger Corman, et qui collaborent désormais chez le studio Orion Pictures. Celui-ci accepte de distribuer le film si Cameron parvient à trouver un financement autre part. Le script est ensuite repris par le producteur John Daly de chez Hemdale Pictures (en). Lors de sa présentation devant John Daly, Cameron fait apparaître son ami Lance Henriksen au début de la réunion, habillé, grimé et jouant le Terminator ; Henriksen, vêtu d'une veste de cuir, les dents recouvertes de feuilles d'or et le visage parsemé de coupures factices, déboule dans le bureau en enfonçant la porte avant de s'asseoir sur une chaise. Cameron arrive peu après et rassure l'assistance sur la performance d'Henriksen. Lors de la présentation du script, Daly est impressionné par le scénario, les croquis du jeune réalisateur et la passion de Cameron pour le film. Fin 1982, le producteur accepte de financer le film avec l'aide de HBO et d'Orion. Le budget initial de Terminator, fixé à 4 millions de dollars, est augmenté ensuite à 6,5 millions de dollars,.

### Préproduction et choix des interprètes

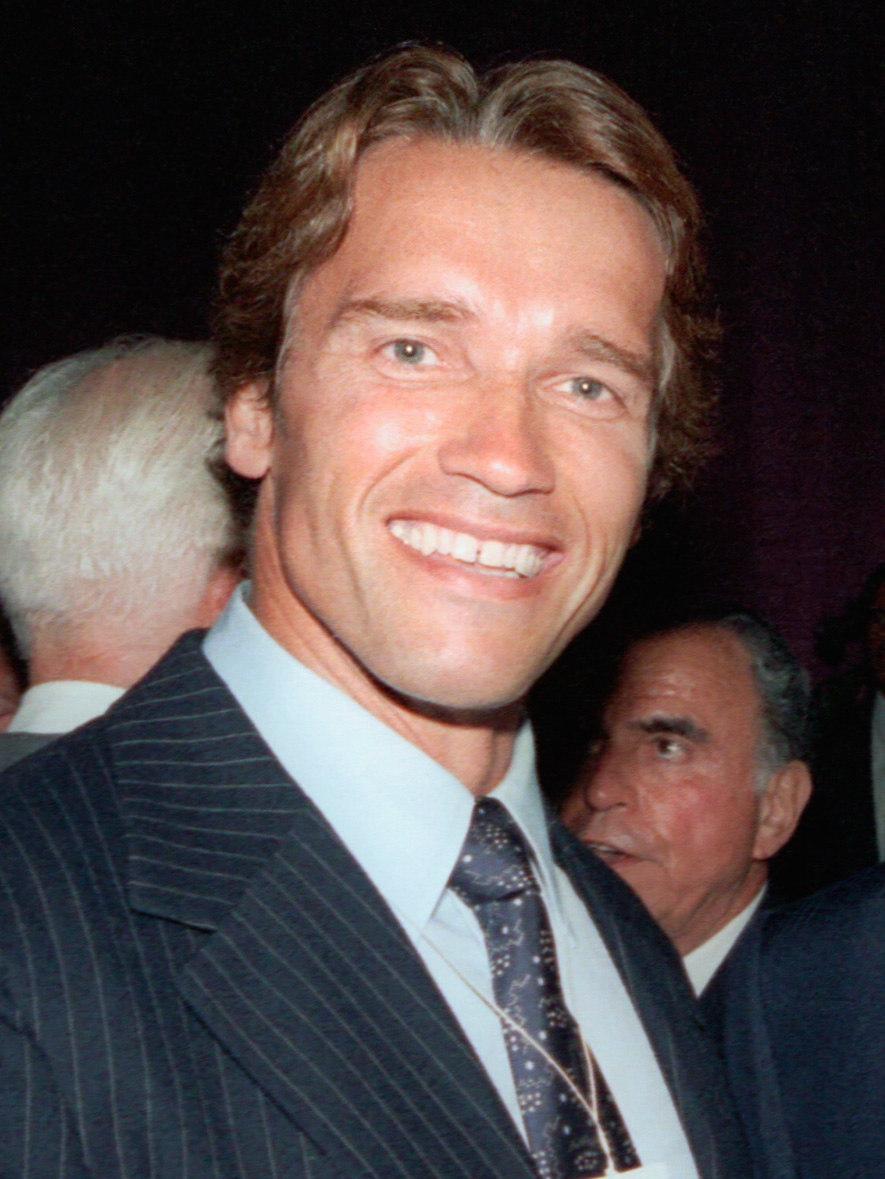
Arnold Schwarzenegger en 1984.

Une des premières tâches du réalisateur James Cameron est de trouver un acteur pour interpréter le rôle du héros du film, Kyle Reese, la société de  production Orion Pictures souhaitant une star américaine montante, ce qui plairait également à l'étranger. Le cofondateur d'Orion Pictures, Mike Medavoy, avait déjà rencontré Arnold Schwarzenegger et envoyé le scénario du film à son agent.
James Cameron n'était pas convaincu par le choix d'Arnold Schwarzenegger en Reese, estimant que ça l'obligerait à trouver quelqu'un d'encore plus impressionnant physiquement que Schwarzenegger pour interpréter le Terminator. Le studio propose alors l'acteur O. J. Simpson pour le rôle du Terminator, mais le réalisateur-scénariste est réticent, ne le trouvant pas crédible dans le rôle d'un tueur (ironiquement, Simpson sera, une décennie plus tard impliqué dans un double meurtre). À ce sujet, Schwarzenegger déclarera que Simpson avait déjà été engagé pour le rôle, mais Cameron démentira l'histoire, ne l'ayant jamais envisagé. Cameron propose alors l'acteur Lance Henriksen pour incarner le Terminator. Mel Gibson se voit également proposer le rôle mais le refuse, tout comme Sylvester Stallone qui, plus tard, incarnera involontairement (via un clin d'œil de Schwarzenegger) l'image du Terminator au cinéma.
James Cameron accepte tout de même de rencontrer Arnold Schwarzenegger pour le film, mais prépare une « parade » pour s'embrouiller avec lui et dire à Hemdale qu'il n'est pas fait pour le rôle. Lors de la rencontre, Cameron est cependant impressionné par l'acteur autrichien qui lui explique comment doit être interprété le personnage du Terminator. Cameron se met alors à dessiner le visage de Schwarzenegger sur un bloc-notes tout en lui demandant de ne pas bouger. Après l'entretien, Cameron annonce à John Daly que Schwarzenegger ne jouera finalement pas le rôle de Reese, mais celui du Terminator.
Dans son autobiographie intitulée Total Recall, Arnold Schwarzenegger raconta plus tard qu'il avait d'abord hésité à incarner le Terminator, mais pensait que jouer un robot dans un film contemporain serait un changement de style après Conan le Barbare et que le film avait un statut suffisamment faible pour ne pas occasionner de risques pour sa carrière si celui-ci était infructueux. Il admet aussi qu'il lui fallut un certain temps « pour comprendre que Jim [Cameron] était une vraie affaire », aussi talentueux que Spielberg, Hitchcock ou Coppola[réf. souhaitée]. Pour préparer le rôle, Schwarzenegger s'entraîne pendant trois mois avec des armes à feu, afin de les manier correctement et se sentir à l'aise avec elles. Au début du projet, l'acteur n'est pas très enthousiaste pour le film : lors d'une interview sur le tournage de Conan le Barbare, et alors qu'on l'interroge sur ses chaussures (qui étaient pour Terminator), Schwarzenegger répond : « Oh, juste un film de merde que je fais, ça prendra quelques semaines,. »
Pour le rôle de Kyle Reese, plusieurs suggestions sont faites dont le musicien Sting. Finalement, James Cameron choisit l'acteur Michael Biehn. Au début, ce dernier demeure sceptique, estimant que le film est stupide, mais change d'avis après une rencontre avec Cameron.
Pour interpréter l'héroïne Sarah Connor, l'actrice idéale est difficile à trouver. La productrice Gale Anne Hurd explique que les prétendantes pour le rôle étaient trop dures, ce qui rendrait peu crédible l'histoire d'amour entre les personnages de Sarah et Kyle. L'actrice Linda Hamilton, qui venait de terminer le tournage des Démons du maïs, est finalement choisie. Dans les premières pages du scénario, le personnage de Sarah Connor est décrit ainsi : « Dix-neuf ans, petite aux traits délicats. Jolie bien qu'accessible. Elle n'interrompt pas la fête quand elle arrive, mais on aimerait tout de même la connaître. Son aspect vulnérable cache une force dont elle n'est elle-même pas consciente. »
James Cameron confie le rôle de l'inspecteur Hal Vukovich à Lance Henriksen, étant donné qu'il a été essentiel pour trouver les financements du film.
Pour les effets spéciaux, le réalisateur souhaite Dick Smith, qui avait déjà travaillé pour Le Parrain et Taxi Driver. Smith refusa l'offre, mais conseilla son ami Stan Winston à la place.

### Tournage
Le tournage de Terminator doit débuter en 1983 à Toronto, mais le producteur Dino De Laurentiis applique une option dans le contrat d'Arnold Schwarzenegger, ce qui le rend inaccessible pendant neuf mois alors qu'il tourne Conan le Destructeur. Pendant cette période d'attente, James Cameron est engagé pour écrire le scénario de Rambo 2 : La Mission. Il utilise également ce temps pour améliorer certaines scènes de Terminator et pour rencontrer les producteurs David Giler et Walter Hill afin de discuter d'une suite d'Alien, le huitième passager,.
Orion Pictures fait peu d'ingérence dans la production du film, hormis pour demander la présence d'un chien cyborg avec le personnage de Reese (ce que Cameron refuse), et de renforcer la romance entre Sarah et Reese (ce que Cameron accepte). Pour l'aspect physique du Terminator, Stan Winston et James Cameron s'échangent leurs dessins. Ils choisissent finalement un design presque identique à l'original que le réalisateur avait dessiné à Rome,.
Pour créer la marionnette du Terminator, Stan Winston travaille avec une équipe de sept artistes pendant six mois. La marionnette est d'abord moulée en argile, puis renforcée de plâtre avec des nervures d'acier. Ces pièces sont ensuite poncées, peintes et couvertes de plaques chromées. Stan Winston sculpte plusieurs reproductions du visage d'Arnold Schwarzenegger avec du silicone, de l'argile et du plâtre. Les scènes se déroulant en 2029 et celles en animation en volume sont créées par Fantasy II, une agence d'effets spéciaux dirigée par Gene Warren Junior. Une sculpture du Terminator squelettique est utilisée pour plusieurs scènes d'animation en volume. James Cameron souhaite convaincre le spectateur que la sculpture est capable de faire tout ce qu'ils ont vu Arnold Schwarzenegger faire. Ainsi, une scène est filmée dans laquelle l'acteur, blessé, boite. Ceci rendra plus facile l'imitation de Schwarzenegger avec la sculpture, que les marionnettistes font boiter également.
Un des pistolets du Terminator, qui apparaît dans le film et sur son affiche, est un AMT Hardballer Longslide, modifié par Ed Reynolds de SureFire pour y inclure une visée laser (un laser sight (en), similaire dans son aspect à un pointeur laser). Deux modèles sont créés, l'un fonctionnel et l'autre non. À cause du budget limité, les visées laser utilisent une alimentation externe, que Schwarzenegger doit activer manuellement durant les scènes. Ed Reynolds précisa par la suite que son unique contrepartie pour son action dans le projet fut du matériel de promotion du film.
Le tournage débute en mars 1984 à Los Angeles,. James Cameron estime que la présence d'Arnold Schwarzenegger sur le plateau contribua au changement de style du film. La plupart des scènes d'action sont tournées de nuit, ce qui conduit à un contrôle serré des horaires de tournage avant le lever du soleil. Une semaine avant le début du tournage, Linda Hamilton se foule la cheville, ce qui oblige à un changement du planning de sorte que les scènes où elle est censée courir soient filmées le plus tard possible. La cheville de Linda Hamilton est bandée chaque jour et celle-ci tourne la majorité de ses scènes dans la douleur.
À la fin du tournage du film, en juin 1984, quelques plans de postproduction sont nécessaires, dont les scènes avec le Terminator à l'extérieur de l'appartement de Sarah Connor, le cadavre de Kyle Reese recouvert d'un sac mortuaire, et la tête du Terminator se faisant écraser par la presse hydraulique,,.

### Bande originale
Bandes originales de Terminator
Terminator 2 : Le Jugement dernier
(1991)
La bande originale du film, sortie en 1984, est composée par Brad Fiedel sur un synthétiseur.
Le compositeur a expliqué que la musique du thème principal du Terminator (The Terminator Theme) parlait d'un homme mécanique et de son battement de cœur. Presque toute la musique est jouée en live,.
Le thème musical principal est joué pendant les crédits au début du film et à divers moments au cours de celui-ci, dans une version plus rapide. Une version plus lente est jouée lorsque Reese meurt, ainsi qu'une version au piano pendant la scène d'amour entre Sarah et Reese.
Brad Fiedel a également composé une musique « héroïque » lorsque Reese et Connor s'échappent du commissariat, mais James Cameron la refusa, estimant qu'elle perdrait l'excitation des spectateurs.
L'album de la bande originale parait en 1984. En 1994, une version longue Remasterisée est commercialisée.
| Liste des titres (première édition) | Liste des titres (première édition)                                 | Liste des titres (première édition) | Liste des titres (première édition) | Liste des titres (première édition) | Liste des titres (première édition) | Liste des titres (première édition) | Liste des titres (première édition) | Liste des titres (première édition) | Liste des titres (première édition) |
| No                                  | Titre                                                               | Durée                               |                                     |                                     |                                     |                                     |                                     |                                     |                                     |
| ----------------------------------- | ------------------------------------------------------------------- | ----------------------------------- | ----------------------------------- | ----------------------------------- | ----------------------------------- | ----------------------------------- | ----------------------------------- | ----------------------------------- | ----------------------------------- |
| 1.                                  | The Terminator Theme                                                | 4:30                                |                                     |                                     |                                     |                                     |                                     |                                     |                                     |
| 2.                                  | Terminator Arrival                                                  | 3:00                                |                                     |                                     |                                     |                                     |                                     |                                     |                                     |
| 3.                                  | Tunnel Chase                                                        | 2:50                                |                                     |                                     |                                     |                                     |                                     |                                     |                                     |
| 4.                                  | Love Scene                                                          | 1:15                                |                                     |                                     |                                     |                                     |                                     |                                     |                                     |
| 5.                                  | Future Remembered                                                   | 2:40                                |                                     |                                     |                                     |                                     |                                     |                                     |                                     |
| 6.                                  | Factory Chase                                                       | 3:50                                |                                     |                                     |                                     |                                     |                                     |                                     |                                     |
| 7.                                  | You Can't Do That (interprété par Tahnee Cain & Tryanglz)           | 3:25                                |                                     |                                     |                                     |                                     |                                     |                                     |                                     |
| 8.                                  | Burnin' in the Third Degree (interprété par Tahnee Cain & Tryanglz) | 3:38                                |                                     |                                     |                                     |                                     |                                     |                                     |                                     |
| 9.                                  | Pictures of You (interprété par Jay Ferguson & 16mm)                | 3:58                                |                                     |                                     |                                     |                                     |                                     |                                     |                                     |
| 10.                                 | Photoplay (interprété par Tahnee Cain & Tryanglz)                   | 3:30                                |                                     |                                     |                                     |                                     |                                     |                                     |                                     |
| 11.                                 | Intimacy (interprété par Lin Van Hek)                               | 3:40                                |                                     |                                     |                                     |                                     |                                     |                                     |                                     |
| 35:32                               |                                                                     |                                     |                                     |                                     |                                     |                                     |                                     |                                     |                                     |

| The Definitive Edition (réédition 1994) | The Definitive Edition (réédition 1994)                              | The Definitive Edition (réédition 1994) | The Definitive Edition (réédition 1994) | The Definitive Edition (réédition 1994) | The Definitive Edition (réédition 1994) | The Definitive Edition (réédition 1994) | The Definitive Edition (réédition 1994) | The Definitive Edition (réédition 1994) | The Definitive Edition (réédition 1994) |
| No                                      | Titre                                                                | Durée                                   |                                         |                                         |                                         |                                         |                                         |                                         |                                         |
| --------------------------------------- | -------------------------------------------------------------------- | --------------------------------------- | --------------------------------------- | --------------------------------------- | --------------------------------------- | --------------------------------------- | --------------------------------------- | --------------------------------------- | --------------------------------------- |
| 1.                                      | Theme from "The Terminator"                                          | 4:16                                    |                                         |                                         |                                         |                                         |                                         |                                         |                                         |
| 2.                                      | "The Terminator" Main Title                                          | 2:17                                    |                                         |                                         |                                         |                                         |                                         |                                         |                                         |
| 3.                                      | The Terminator's Arrival                                             | 4:57                                    |                                         |                                         |                                         |                                         |                                         |                                         |                                         |
| 4.                                      | Reese Chased                                                         | 3:50                                    |                                         |                                         |                                         |                                         |                                         |                                         |                                         |
| 5.                                      | Sarah on Her Motorbike                                               | 0:38                                    |                                         |                                         |                                         |                                         |                                         |                                         |                                         |
| 6.                                      | Gun Shop / Reese in Alley                                            | 1:30                                    |                                         |                                         |                                         |                                         |                                         |                                         |                                         |
| 7.                                      | Sarah in the Bar                                                     | 1:52                                    |                                         |                                         |                                         |                                         |                                         |                                         |                                         |
| 8.                                      | Tech Noir / Alley Chase                                              | 7:38                                    |                                         |                                         |                                         |                                         |                                         |                                         |                                         |
| 9.                                      | Garage Chase                                                         | 6:52                                    |                                         |                                         |                                         |                                         |                                         |                                         |                                         |
| 10.                                     | Arm & Eye Surgery                                                    | 3:19                                    |                                         |                                         |                                         |                                         |                                         |                                         |                                         |
| 11.                                     | Police Station / Escape from Police Station                          | 4:49                                    |                                         |                                         |                                         |                                         |                                         |                                         |                                         |
| 12.                                     | Future Flashback / Terminator Infiltration                           | 4:18                                    |                                         |                                         |                                         |                                         |                                         |                                         |                                         |
| 13.                                     | Conversation by the Window / Love Scene                              | 3:45                                    |                                         |                                         |                                         |                                         |                                         |                                         |                                         |
| 14.                                     | Tunnel Chase                                                         | 3:38                                    |                                         |                                         |                                         |                                         |                                         |                                         |                                         |
| 15.                                     | Death By Fire / Terminator Gets Up                                   | 3:13                                    |                                         |                                         |                                         |                                         |                                         |                                         |                                         |
| 16.                                     | Factory Chase                                                        | 3:57                                    |                                         |                                         |                                         |                                         |                                         |                                         |                                         |
| 17.                                     | Reese's Death / Terminator Sits Up/"You're Terminated!"              | 3:28                                    |                                         |                                         |                                         |                                         |                                         |                                         |                                         |
| 18.                                     | Sarah's Destiny / The Coming Storm                                   | 3:04                                    |                                         |                                         |                                         |                                         |                                         |                                         |                                         |
| 19.                                     | Theme From "The Terminator" (August 29th, 1997, Judgement Day ReMix) | 4:44                                    |                                         |                                         |                                         |                                         |                                         |                                         |                                         |
| 72:05                                   |                                                                      |                                         |                                         |                                         |                                         |                                         |                                         |                                         |                                         |

## Accueil

### Accusation de plagiat
À la sortie du film, l'écrivain et scénariste Harlan Ellison encensa le film, même s'il estima que le scénario plagiait certains de ses épisodes de la série télévisée Au-delà du réel, notamment « Le Soldat » ou « La Main de verre ». Finalement, Orion Pictures le dédommagea financièrement, et son nom fut ajouté dans les crédits du film,,,.
James Cameron était contre cette décision, mais le studio lui répondit que s'il n'acceptait pas cet accord, il devrait payer de sa poche tous les dommages et intérêts en cas de procès perdu contre Ellison. James Cameron dira plus tard : « Je n'avais d'autres choix que de consentir à l'accord. Bien sûr, on m'a aussi dit de la fermer, alors je ne pouvais pas raconter l'histoire, mais maintenant je m'en fiche. C'est la vérité. Harlan Ellison est un parasite qui peut me lécher le cul,,. »

### Critique
Terminator rencontre un accueil critique majoritairement positif.
Sur le site agrégateur de critiques Rotten Tomatoes, le film obtient un score de 100 % d'avis favorables, sur la base de 64 critiques collectées et une note moyenne de 8,80 sur 10 ; le consensus du site indique : « Avec ses séquences d'action impressionnantes, sa direction d'acteurs à l'économie [et] tendue et son rythme sans relâche, on comprend pourquoi Terminator continue d'influencer la science-fiction et les films d'action ». Sur Metacritic, le film obtient une note moyenne pondérée de 84 sur 100, sur la base de 21 critiques collectées ; le consensus du site indique : « Acclamation générale » (Universal Acclaim).
Dans l'ensemble, les critiques ont apprécié les scènes d'action retentissantes, ainsi que le rythme rapide et stressant du film.
En France, le site Allociné donne au film une note moyenne de 4 sur 5, sur la base de 5 critiques de presse collectées.
Pour la critique Colette Godard du Monde, ce « premier épisode est un modèle du genre [...]. James Cameron se contente de faire vibrer les nerfs, et comme il n'accorde pas le temps de respirer [au spectateur], on marche à fond ». Pour Claude Baignères du Figaro, le film est : « [...] un thriller à couper le souffle dans une science-fiction qui échappe à la puérilité du genre ». Dans Libération, le critique Gérard Lefort parle d'une « mad-maxerie (filmée virtuose) mâtinée de "Rambo", avec un plus d'humour ».
Parmi les avis mitigés, Emmanuel Carrère de Télérama affirme que : « James Cameron [...] se contente de filmer l'histoire comme une honnête course-poursuite, dont le sel tient à ce que le mutant [sic] est proprement indestructible ». Plus négatif, Charles Tesson des Cahiers du cinéma affirme que : « les bonnes idées ne font pas obligatoirement les bons films et il est navrant de voir Terminator gâcher plan après plan son formidable crédit ».

### Box-office
Orion Pictures ne pensait pas que Terminator serait un succès au box-office et craignait un accueil critique négatif. Lors d'une avant-première du film, les agents des acteurs insistent auprès des producteurs pour qu'une séance soit prévue pour les critiques. Orion n'en organise qu'une seule pour la presse.
Le film sort aux États-Unis le 26 octobre 1984. Durant la première semaine d'exploitation, Terminator est diffusé dans 1 005 salles. Il termine la semaine à la première place du box-office, engrangeant un total de 4 020 663 dollars. Il reste numéro un à sa seconde semaine, mais perd cette place à sa troisième semaine en faveur du film Oh, God! You Devil!,.
James Cameron note que Terminator est un succès « par rapport à son marché, qui se situe entre les blockbusters de l'été et ceux de Noël. Mais c'est plus facile d'être un gros poisson dans un petit étang que l'inverse »,.
À l'étranger, le film cumule une recette de 78 371 200 dollars (49 % aux États-Unis avec 38 371 200 dollars et 51 % à l'étranger avec 40 000 000 dollars) pour un budget de production de 6 400 000 dollars.
En France, le film sort en salles le 24 avril 1985, où il est interdit aux moins de 13 ans, prenant la tête du box-office la semaine de sa sortie avec 700 829 entrées, dont 238 152 entrées sur Paris. Le long-métrage reste en tête du box-office jusqu'au 21 mai 1985 avec 1 788 434 entrées depuis sa sortie, avant d'être délogé par Witness la semaine suivante. Il atteint les 2 millions d'entrées début juin 1985. Le film fini avec un résultat de 3 055 355 entrées. C'est le plus grand succès d'Arnold Schwarzenegger en France dans les années 1980.
| Pays                  | Box-office        | Nbre de sem. | Classement TLT |
| Box-office Paris      | 654 452 entrées   | 37 sem.      | -              |
| Box-office France     | 3 055 355 entrées | 37 sem.      | -              |
| Box-office États-Unis | 38 371 200 $      | ? sem.       | 1.238e         |
| Box-office Mondial    | 78 371 200 $      | -            | 841e           |

## Thèmes
Terminator propose un récit dans lequel prévalent des éléments des genres du film de science-fiction et celui du film d'action. Bien qu'il soit rarement considéré comme un film d'horreur, il présente cependant une iconographie souvent associée au « film de slasher », notamment avec le personnage du Terminator en tant que méchant inarrêtable et celui de Sarah Connor en tant qu'archétype de la dernière survivante.
Parmi ses divers thèmes, Terminator explore notamment les dangers potentiels de la domination de l'intelligence artificielle et de la rébellion. Dans ce film, les robots deviennent conscients d'eux-mêmes dans le futur, rejettent l'autorité humaine et décident que la race humaine doit être détruite. L'impact de ce thème est si grand que le robot Terminator est devenu par la suite dans la culture populaire la « représentation visuelle prédominante du risque de l'IA ».

## Distinctions

### Récompenses et nominations
En 1985, Terminator est nommé dans sept catégories aux Saturn Awards 1985, une cérémonie qui récompense les films et programmes télévisés de science-fiction, de fantasy et d'horreur. Le film obtient trois prix : meilleur maquillage (Stan Winston), meilleur film de science-fiction et meilleur scénario (James Cameron et Gale Anne Hurd). Il est aussi nommé dans les catégories du meilleur acteur (Arnold Schwarzenegger), meilleure actrice (Linda Hamilton), meilleure réalisation (James Cameron) et meilleure musique (Brad Fiedel).
Par ailleurs, le film remporte le Grand prix du Festival international du film fantastique d'Avoriaz 1985.

### Hommages
En 2003, l'American Film Institute classe le personnage du Terminator comme le 22e plus grand méchant de tous les temps. Parallèlement, le Terminator T-800 de Terminator 2 : Le Jugement dernier sera classé comme le 48e plus grand héros.
Terminator fait également partie du « Top 250 » du site Internet Movie Database, classant les 250 meilleurs films de tous les temps, se positionnant à la 218e place.

### Conservation
En 2008, le film est sélectionné par le National Film Registry de la Bibliothèque du Congrès américain pour y être conservé, du fait de son caractère « culturellement, historiquement ou esthétiquement important »,.

## La sagaTerminatoret héritages

### Films
Le succès critique et commercial du film donne lieu à une suite, également réalisée par James Cameron, Terminator 2 : Le Jugement dernier (1991), qui reçoit un accueil positif similaire.
Quatre autres films sont sortis par la suite, et ont rencontré un accueil critique plus mitigé : Terminator 3 : Le Soulèvement des machines (2003), Terminator Renaissance (2009), Terminator Genisys (2015) et Terminator: Dark Fate (2019).

### Série télévisée
Le film est aussi à l'origine d'une série télévisée, Terminator : Les Chroniques de Sarah Connor, diffusée de 2008 à 2009 sur le réseau américain FOX.
La série est censée se situer chronologiquement après Terminator 2, mais en faisant l'impasse sur Terminator 3, les producteurs expliquant qu'il s'agit de leur propre vision de la franchise. La série est arrêtée en mai 2009 à cause d'une chute des audiences tout au long de la diffusion de la seconde saison.

### Jeux
- 2000 : The Terminator, jeu de cartes à collectionner conçu par Michael Pease et David Campbell édité par Precedence Publishing.

## Dans la culture populaire

### Bande dessinée
- Dans le manga Dragon Ball d'Akira Toriyama, l'auteur s'est inspiré du film pour le sergent métallique (un des robots) de l'armée du Ruban rouge.
- Dans le manga Ken le Survivant de Tetsuo Hara, le personnage de Glen est inspirée du Terminator.

### Jeux vidéo
- Dans Command and Conquer: Generals (2003), une modification, le « Mod Terminator » permet au joueur d'incarner deux factions : la résistance humaine ou les Terminators.
- Dans Broforce (2015), le Terminator T-800 apparaît en tant que « bro » jouable, sous le pseudonyme de « Brominator ».
- Dans Tom Clancy's Ghost Recon Breakpoint (2019), un événement permet des missions liées au T-800.
- Dans Mortal Kombat 11 (2019), le T-800 est un personnage jouable.
- Dans Call of Duty: Warzone (2020), un pack de skins (apparences alternatives de personnages) permet de prendre l'apparence, la voix et d'avoir les armes des Terminator T-800 et T-1000.